# Oua (ilha)
Oua é um ilhéu do atol de Nukufetau, do país de Tuvalu.